# Bediende

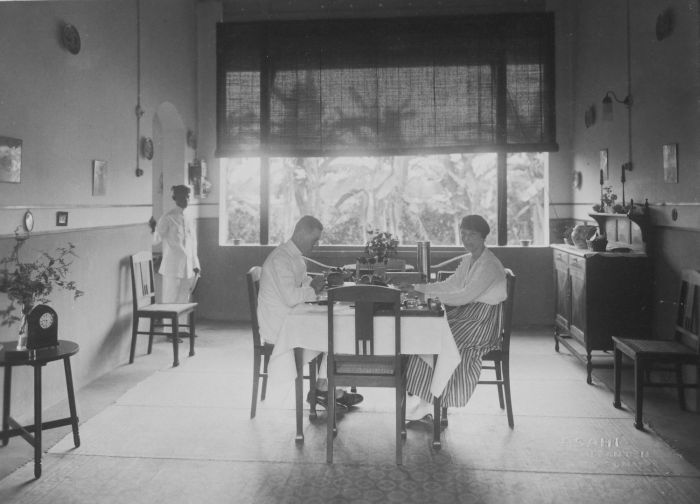
Europees echtpaar in Nederlands-Indië aan het ontbijt in de eetkamer van hun woonhuis, met een bediende in de deuropening

Een bediende of huisknecht is iemand die werkt binnen het huishouden van zijn werkgever en in sommige gevallen ook bij dit huishouden inwoont. Het werk van deze bedienden bestaat uit het uitvoeren van huishoudelijke taken binnen dit huishouden. Vrouwelijke bedienden worden huishoudster, dienstbode, dienstmeisje of meisje, dienstmeid of meid genoemd. Een huishoudster heeft in het algemeen meer verantwoordelijkheden dan een dienstmeid; dienstmeisje is vooral de aanduiding voor nog jonge huisbedienden.
Bediende kan ten slotte ook worden gebruikt voor het aanduiden van een werknemer in zijn algemeenheid.

## Huishoudelijke bediende

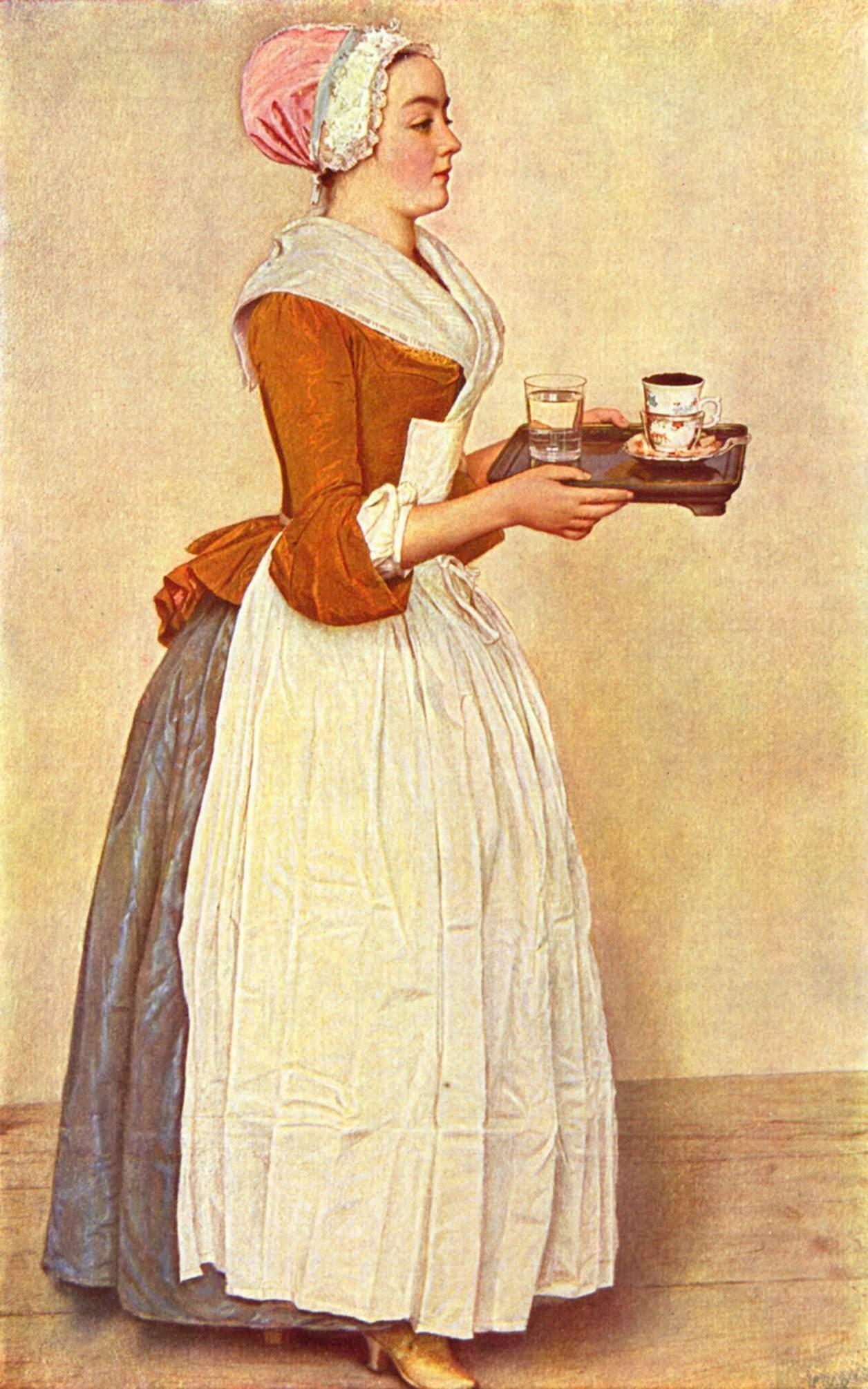
Een dienstmeid (Liotard: Das Schokoladenmädchen, 1744)

Banksy: Sweep at Hoxton, 2008

### Achtergrond
Een bediende onderscheidt zich van bijvoorbeeld een horige of een slaaf doordat hij of zij voor deze diensten betaald krijgt en vaak ook andere rechten heeft die al dan niet contractueel zijn vastgelegd. Tevens staat het hen vrij om hun werk op elk moment op te zeggen.
Vooral in grote huizen komen vaak veel bedienden voor, meestal elk met een andere taak of rang. De meeste bedienden werken echter in huizen van een middenklasse, waar zij de enige bediende zijn.

### Taken
Een bediende verricht taken die binnen het huishouden gedaan dienen te worden, zoals schoonmaken, afwassen, strijken, boodschappen doen en koken. Tevens kunnen ze de taak hebben op de kinderen van hun werkgever te passen of voor de huisdieren binnen het huis te zorgen. Indien zich binnen het huishouden oudere of gehandicapte mensen bevinden, is het vaak ook de taak van de bediende om voor hen te zorgen.

### Geschiedenis
Het inhuren van anderen voor hulp in het huishouden kent een lange traditie, maar de positie van de bediende binnen het huishouden is in de loop der jaren sterk veranderd. Tot de invoering van arbeidswetten in de 20e eeuw hadden veel bedienden geen bescherming door de wet. Het enige voordeel dat het werk hen opleverde was de zekerheid van een maaltijd en een bed, en soms kleding. Het werk kon echter ook gevaarlijk of ongezond zijn, daar nog geen wet voorschreef waar de grenzen van de werkzaamheden lagen.
Vandaag de dag zijn veel bedienden afkomstig uit hetzelfde land waar ze werken. Veel bedienden wonen bij hun werkgever in, en ontvangen onder andere voedsel en onderdak als deel van hun salaris. In veel landen is het inmiddels verplicht een contract op te stellen bij het inhuren van een bediende. Dit gebeurt echter niet altijd.

### Uniform
In sommige gevallen verplicht een werkgever zijn bedienden een uniform of bepaalde werkkleding te dragen.